# Ko Kret
Ko Kret (in thailandese เกาะเกร็ด, trascrizione IPA: kɔ̀ʔ krèt) è un'isola fluviale artificiale creata nel fiume Chao Phraya, si trova nella provincia di Nonthaburi, in Thailandia. È lunga circa 3 km e larga circa 3 km, al suo interno vi sono sette villaggi, il più popoloso dei quali è Ban Mon. L'isola è raggiungibile in traghetto.

## Storia
Ko Kret fu creata durante il regno di re Thai Sa di Ayutthaya nel 1722; per sveltire i tempi di navigazione del fiume Chao Phraya, il principale corso d'acqua della Thailandia Centrale, il sovrano fece scavare un canale che tagliò un'ampia ansa del fiume e la terra all'interno dell'ansa divenne così un'isola. Inizialmente il canale fu chiamato Klong-Lat-Kret-Noi (in thailandese คลองลัดเกร็ดน้อย, letteralmente: canale che taglia la piccola ansa), per distinguerlo da un analogo canale che tagliava un'ansa più grande del fiume alcuni chilometri più a nord a Chiang Rak Yai, nell'odierno distretto di Sam Khok. In seguito prese il nome Klong-Lat-Kret, mentre l'inizio del canale fu chiamato Pak Kret (in thailandese ปากเกร็ด, imbocco della scorciatoia). Nel corso dei secoli l'acqua ha eroso le sponde del canale fino a farlo diventare largo come un fiume.
L'isola prosperò nel periodo di Ayutthaya perché il suo tempio principale era uno dei più belli del regno, e si svuotò durante l'occupazione birmana degli anni 1760. Tornò a popolarsi durante il regno del re Taksin di Thonburi (1768-1782), il quale permise ai mon profughi provenienti dalla Birmania di stabilirsi sull'isola e nei territori vicini. Altri profughi mon furono invitati nella zona da re Rama II nel 1815. Il distretto che si venne a formare in quest'area fu chiamato Pak Kret, e l'isola fu da allora chiamata Ko Kret.

## Amministrazione
Il territorio dell'isola costituisce il tambon (sottodistretto) di Pak Kret, uno dei 12 tambon del distretto di Pak Kret, ed è suddiviso nei seguenti 7 ban (villaggi).

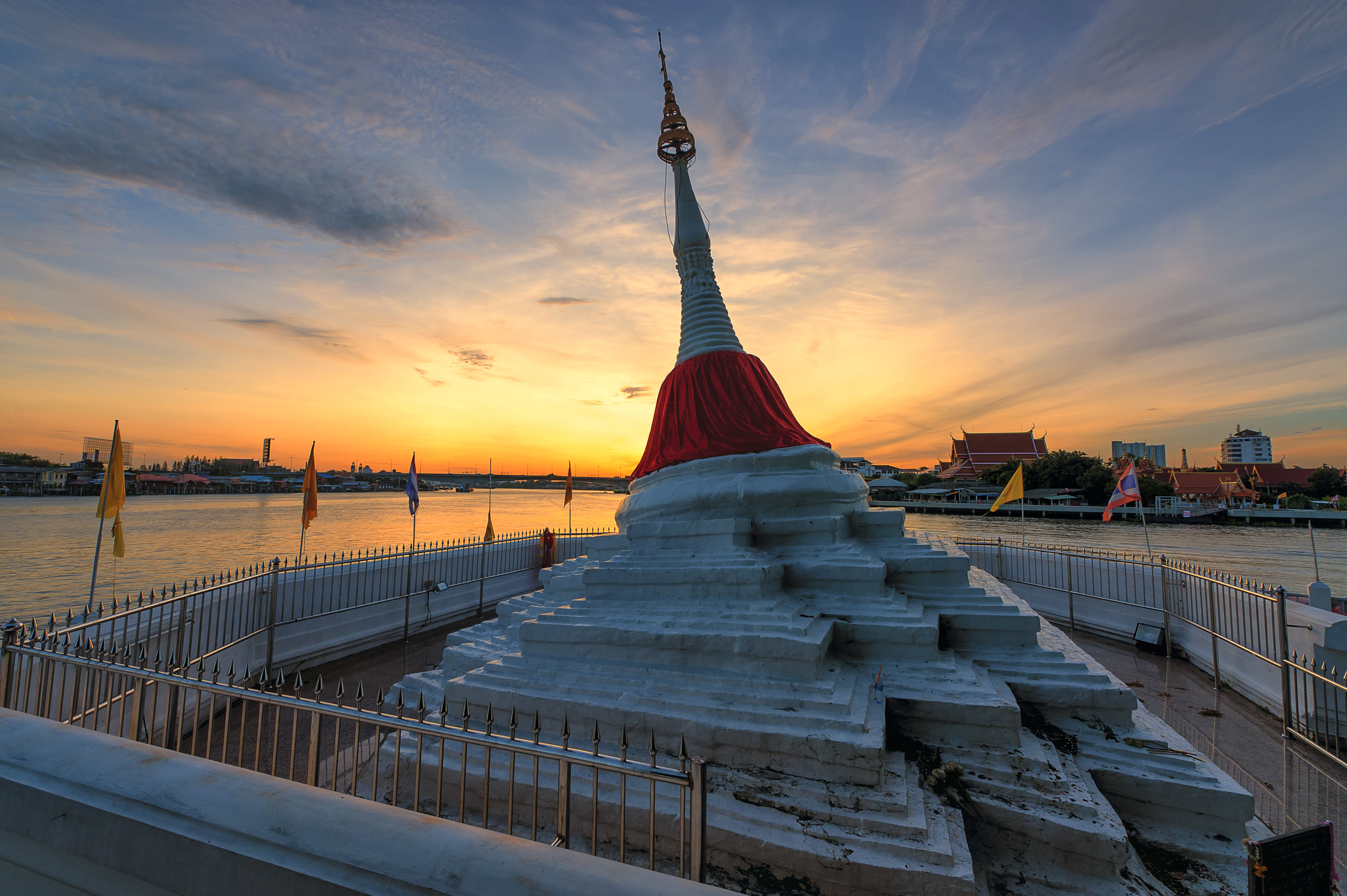
La pagoda inclinata di Wat Paramai Yikawat a Ko Kret

| Nº | Nome                   | Nome thai          |
| -- | ---------------------- | ------------------ |
| 1  | Ban Lat Kret (Ban Mon) | บ้านลัดเกร็ด (บ้านมอญ) |
| 2  | Ban Sala Kun Nok       | บ้านศาลากุลนอก       |
| 3  | Ban Sala Kun Nai       | บ้านศาลากุลใน        |
| 4  | Ban Khlong Sa Nam Oi   | บ้านคลองสระน้ำอ้อย    |
| 5  | Ban Tha Nam            | บ้านท่าน้ำ            |
| 6  | Ban Sao Thong Thong    | บ้านเสาธงทอง        |
| 7  | Ban Ong Ang            | บ้านโอ่งอ่าง          |

## Turismo
Nonostante sia una piccola isola abitata soprattutto da mon, Ko Kret ha 6 templi, uno dei quali è deserto, una moschea, due scuole e un ospedale. Il tempio più importante è Wat Paramai Yikawat, eretto secoli fa dai mon; è famoso per il suo bianco chedi pendente costruito nello stile tipico dei mon. Viene considerato un simbolo dell'isola.
Ko Kret è diventata una meta turistica, i visitatori scoprono le attività dei suoi abitanti e in particolare le ceramiche, che sono il più importante prodotto locale. Tra le pietanze locali spicca il khao chae, tortina di riso al vapore con il sapore di fiori tipica della tradizione mon dell'isola. Si raggiunge l'isola in traghetto da due diversi moli della terraferma. I turisti possono visitarla solo nel fine settimana e nelle feste pubbliche tra le 9 e le 17:30.